# Tartar
Tartar (tudi Tartaros oz. Tartarus) je bil v grški mitologiji Protogenos ali prvotni bog, pa tudi kraj v mitološkem podzemlju, še globlji od Hadesa, kjer je sprva Kronos držal za ujetnike Kiklope. Kasneje je v boju za oblast Zevs rešil Kiklope, da so mu pomagali premagati Kronosa in ostale Titane, ki jih je kasneje zaprl v Tartar. Tam so jih stražili Giganti, orjaška bitja s po petdeset glavami in po sto rokami.
Tartar je tudi kraj večnega trpljenja, kjer so bili zaprti največji grešniki grške mitologije. Med njimi so bili Sizif, Iksion, Tantal, gigant Titios, kralj Salmonej in drugi. Najprej je bil Tartarus uporabljen za zapiranje tistih, ki so bili nevarni bogovom Olimpa. V poznejših mitologijah je Tartar postal kraj, kjer je kaznovanje ustrezalo zagrešenemu zločinu.